# Museo Dona Gracia
Museo Dona Gracia es un pequeño museo ubicado en el Hotel Dona Gracia, en la ciudad de Tiberíades, Israel. 
La exposición que recoge los diferentes aspectos de la vida y obra de la filántropa y conversa portuguesa del siglo XVI Gracia Nasi, quien fundó una colonia judía en Tiberíades que acogía a los refugiados que huían de la persecución antisemita en Europa, lo que se ha entendido como un intento protosionista de fundación de un estadio judío.
El espacio museístico está decorado y amueblado como un palacio español del siglo XVI. Se expone material audiovisual y dioramas que narran la vida de Gracia Nasi.